# ラスティン: ワシントンの「あの日」を作った男
『ラスティン: ワシントンの「あの日」を作った男』（Rustin）は、ジョージ・C・ウルフが監督、ジュリアン・ブリースとダスティン・ランス・ブラックが脚本執筆し、公民権運動家のバイヤード・ラスティンの半生を描いた2023年のアメリカ合衆国の伝記ドラマ映画である。バラクとミシェル・オバマの製作会社であるハイヤー・グラウンドが製作し、コールマン・ドミンゴがタイトルロールを務め、クリス・ロック、グリン・ターマン、アムル・アミーン、ガス・ハルパー、CCH・パウンダー、ダヴァイン・ジョイ・ランドルフ、ジョニー・レイミー、マイケル・ポッツ、ジェフリー・ライト、オードラ・マクドナルドらが共演する。映画はマーティン・ルーサー・キング・ジュニアらによる1963年のワシントン大行進の組織化に助力したラスティンの実話に基づいている。
『ラスティン』は2023年8月31日にテルライド映画祭でプレミア上映され、また9月13日にトロント国際映画祭でも上映された。2023年11月3日にアメリカ合衆国で限定上映された後、11月17日よりNetflixで配信された。

## プロット
この映画はカリスマ的なゲイの公民権活動家であるバイヤード・ラスティンの物語である。彼は困難を乗り越えた末に1963年にワシントン大行進を組織化することに成功する。この出来事はアメリカ合衆国における公民権運動の最高潮のひとつと考えられている。20万人以上の人々がワシントンD.C.のリンカーン記念堂の前に集まり、アメリカ合衆国における人種差別の撤廃を訴えた。マーティン・ルーサー・キングはこの集会で有名な「私には夢がある」演説を行った。

## キャスト
- バイヤード・ラスティン（英語版） - コールマン・ドミンゴ
- マーティン・ルーサー・キング・ジュニア - アムル・アミーン（英語版）
- A・フィリップ・ランドルフ（英語版） - グリン・ターマン
- ロイ・ウィルキンス（英語版） - クリス・ロック
- トム・カーン（英語版） - ガス・ハルパー
- イライアス・テイラー - ジョニー・レイミー
- アンナ・ヘッジマン博士（英語版） - CCH・パウンダー
- クリーブ・ロビンソン（英語版） - マイケル・ポッツ（英語版）
- エラ・ベイカー（英語版） - オードラ・マクドナルド
- アダム・クレイトン・パウエル・ジュニア（英語版） - ジェフリー・ライト
- レイチェル - リリ・ケイ
- シャーリーン - ジョーダン＝アマンダ・ホール
- ノーム - ジャキーム・パウエル
- エレノア・ホルムズ - アヤナ・ワークマン
- ブライデン - グランサム・コールマン
- ドリー・ラッドナー（英語版） - ジャミラ・ローズモンド
- ジョイス・ラッドナー（英語版） - ジュールズ・ラティマー
- ジョン・ルイス - マックスウェル・ウィッティントン＝クーパー
- ジェームズ・ファーマー（英語版） - フランク・ハーツ（英語版）
- ホイットニー・ヤング（英語版） - ケヴィン・マンボ（英語版）
- コレッタ・スコット・キング - カラ・パターソン
- マヘリア・ジャクソン - ダヴァイン・ジョイ・ランドルフ
- クラウディア・テイラー - エイドリアン・ウォーレン（英語版）
- A・J・マスティ（英語版） - ビル・アーウィン
- タイロン - ジャマー・ウィリアムズ
- ルシール・ランドルフ（英語版） - ホープ・クラーク（英語版）
- メドガー・エヴァース - ラシャド・デモンド・エドワーズ
- ウェルズ - コッター・スミス（英語版）
- リトル・スティーヴィー・ワンダー - ドレイトン・ウォーカー
- ヨアヒム・プリンツ（英語版） - ロバート・M・プフレガルト
- ユージン・カーソン・ブレイク（英語版） - クリストファー・アングリム
- ウォルター・ルーサー - デヴィン・ドゥーラン
- フロイド・マキシック（英語版） - マーロン・ブラッドリー・レイ

## 製作
2021年2月、ジョージ・C・ウルフがジュリアン・ブリースとダスティン・ランス・ブラックの脚本によるバイヤード・ラスティンの半生を基にした映画の監督を務めることが報じられた。2021年10月、コールマン・ドミンゴがラスティン役に起用された。またクリス・ロック、グリン・ターマン、オードラ・マクドナルドもキャストに加わった。同月末、アムル・アミーン、CCH・パウンダー、マイケル・ポッツ、ビル・アーウィン、ダヴァイン・ジョイ・ランドルフ、ガス・ハルパー、ジョニー・レイミー、カラ・パターソン、エイドリアン・ウォーレンがキャストに加わった。製作は2021年11月にピッツバーグで開始された。2021年12月、ジェフリー・ライト、グランサム・コールマン、リリ・ケイ、ジョーダン＝アマンダ・ホール、ジャキーム・ダンテ・パウエル、アヤナ・ワークマン、ジャミラ・ナデージ・ローズモンド、ジュールズ・ラティマー、マックスウェル・ウィッティントン＝クーパー、フランク・ハーツ、ケヴィン・マンボがキャストに加わった。主要撮影は2022年8月にワシントンD.C.で完了した。
レニー・クラヴィッツはこの映画のためにオリジナル曲「Road to Freedom」を書き、歌った。映画のためにクラヴィッツに曲作りを依頼したことについてウルフは「私が彼に渡した一音は、観客である私たちを感情から行動へと導くために必要な曲だった。そしてトロンボーン。私はトロンボーンを懇願した」と述べた。ウルフは『マ・レイニーのブラックボトム』（2020年）の撮影後にトロンボーンに魅了され、トロンボーン・ショーティがこの曲に参加することとなった。

## 公開
『ラスティン: ワシントンの「あの日」を作った男』は2023年8月31日にテルライド映画祭でプレミア上映された。また2023年9月13日にトロント国際映画祭でも上映された。ミシェルとバラク・オバマは国立アフリカ系アメリカ人歴史文化博物館で開催されたHBCUファースト・ルック映画祭のオープニングナイトでこの映画を紹介した。2023年11月3日に一部劇場で上映された後、11月17日にNetflixで全世界に配信開始された。

## 評価

### 批評家の反応
レビュー集積サイトのRotten Tomatoesでは154件の批評を基に支持率は84%、平均点は7/10となり、「コールマン・ドミンゴがセンセーショナルに演じた『ラスティン: ワシントンの「あの日」を作った男』は、公共奉仕という驚くべき遺産に遅ればせながら光を当てた感動的な伝記映画だ」とまとめられた。Metacriticでは38件の批評に基づいて加重平均値は68/100と示された。	
『Jacobin』のダスティン・ガステラは「『ラスティン: ワシントンの「あの日」を作った男』は、公民権運動の英雄がそのセクシュアリティのせいで忘れ去られてしまったと主張している。しかし、彼の熱く挑発的な階級政治こそが、今日、彼を物議を醸し出しなおかつ予言的な存在にしている」と評した。

### 受賞とノミネート
| 賞                                          | 開催日         | 部門                                                | 候補                                                          | 決定       | 参照          |
| ------------------------------------------- | -------------- | --------------------------------------------------- | ------------------------------------------------------------- | ---------- | ------------- |
| ザ・クィアティズ                            | 2023年2月28日  | ネクスト・ビッグ・シング                            | 『ラスティン: ワシントンの「あの日」を作った男』              | ノミネート | [ 21 ]        |
| ハンプトン国際映画祭                        | 2023年10月12日 | シャーズム賞                                        | 『ラスティン: ワシントンの「あの日」を作った男』              | 受賞       | [ 22 ]        |
| ハートランド国際映画祭                      | 2023年10月15日 | 観客賞 - ナラティブ特別プレゼンテーション           | 『ラスティン: ワシントンの「あの日」を作った男』              | 受賞       | [ 23 ]        |
| ミルバレー映画祭                            | 2023年10月16日 | 監督賞                                              | ジョージ・C・ウルフ                                           | 受賞       | [ 24 ]        |
| ミルバレー映画祭                            | 2023年10月16日 | 観客賞 - アメリカ映画                               | 『ラスティン: ワシントンの「あの日」を作った男』              | 受賞       | [ 24 ]        |
| シカゴ国際映画祭                            | 2023年10月22日 | ゴールド・Qヒューゴ賞                               | 『ラスティン: ワシントンの「あの日」を作った男』              | ノミネート | [ 25 ]        |
| フィラデルフィア映画祭                      | 2023年10月29日 | 観客賞 - ナラティブ作品                             | 『ラスティン: ワシントンの「あの日」を作った男』              | 受賞       | [ 26 ]        |
| ハリウッド・ミュージック・イン・メディア賞  | 2023年11月15日 | 作曲賞 (長編映画)                                   | ブランフォード・マルサリス                                    | ノミネート | [ 27 ] [ 28 ] |
| ハリウッド・ミュージック・イン・メディア賞  | 2023年11月15日 | 主題歌賞 (長編映画)                                 | レニー・クラヴィッツ (「Road to Freedom」)                    | ノミネート | [ 27 ] [ 28 ] |
| ゴッサム・インディペンデント映画賞          | 2023年11月27日 | アイコン&クリエーター・トリビュート (社会正義)      | 『ラスティン: ワシントンの「あの日」を作った男』              | 受賞       | [ 29 ]        |
| セレブレーション・オブ・シネマ&テレビジョン | 2023年12月4日  | 男優賞 (映画)                                       | コールマン・ドミンゴ                                          | 受賞       | [ 30 ]        |
| ワシントンD.C.映画批評家協会                | 2023年12月10日 | 主演男優賞                                          | コールマン・ドミンゴ                                          | ノミネート | [ 31 ]        |
| ダラス・フォートワース映画批評家協会        | 2023年12月18日 | 主演男優賞                                          | コールマン・ドミンゴ                                          | 5位        | [ 32 ]        |
| サンディエゴ映画批評家協会                  | 2023年12月19日 | 主演男優賞                                          | コールマン・ドミンゴ                                          | ノミネート | [ 33 ]        |
| アストラ映画&クリエイティブ・アーツ賞       | 2024年1月6日   | 主演男優賞                                          | コールマン・ドミンゴ                                          | ノミネート | [ 34 ]        |
| ゴールデングローブ賞                        | 2024年1月7日   | 主演男優賞 (ドラマ映画)                             | コールマン・ドミンゴ                                          | ノミネート | [ 35 ]        |
| ゴールデングローブ賞                        | 2024年1月7日   | 主題歌賞                                            | レニー・クラヴィッツ (「Road to Freedom」)                    | ノミネート | [ 35 ]        |
| クリティクス・チョイス・ムービー・アワード  | 2024年1月14日  | 主演男優賞                                          | コールマン・ドミンゴ                                          | ノミネート | [ 36 ]        |
| クリティクス・チョイス・ムービー・アワード  | 2024年1月14日  | 歌曲賞                                              | レニー・クラヴィッツ (「Road to Freedom」)                    | ノミネート | [ 36 ]        |
| ブラック・リール賞                          | 2024年1月16日  | 映画作品賞                                          | ブルース・コーエン、トーニャ・デイヴィス、ジョージ・C・ウルフ | 未決定     | [ 37 ]        |
| ブラック・リール賞                          | 2024年1月16日  | 主演俳優賞                                          | コールマン・ドミンゴ                                          | 未決定     | [ 37 ]        |
| ブラック・リール賞                          | 2024年1月16日  | 脚本賞                                              | ジュリアン・ブリース、ダスティン・ランス・ブラック            | 未決定     | [ 37 ]        |
| ブラック・リール賞                          | 2024年1月16日  | アンサンブル賞                                      | シェレル・カーギル、アヴィ・カウフマン                        | 未決定     | [ 37 ]        |
| ブラック・リール賞                          | 2024年1月16日  | 作曲賞                                              | ブランフォード・マルサリス                                    | 未決定     | [ 37 ]        |
| ブラック・リール賞                          | 2024年1月16日  | サウンドトラック賞                                  | 『ラスティン: ワシントンの「あの日」を作った男』              | 未決定     | [ 37 ]        |
| ブラック・リール賞                          | 2024年1月16日  | 主題歌賞                                            | レニー・クラヴィッツ (「Road to Freedom」)                    | 未決定     | [ 37 ]        |
| ブラック・リール賞                          | 2024年1月16日  | 衣裳デザイン賞                                      | トニ＝レスリー・ジェームズ                                    | 未決定     | [ 37 ]        |
| ブラック・リール賞                          | 2024年1月16日  | プロダクションデザイン賞                            | マーク・リッカー                                              | 未決定     | [ 37 ]        |
| ブラック・リール賞                          | 2024年1月16日  | ヘアスタイル&メイクアップ賞                         | メリッサ・フォーニー、ビバリー・ジョー・プライヤー            | 未決定     | [ 37 ]        |
| 作曲家&作詞家協会                           | 2024年2月13日  | 主題歌賞 (ドラマ・ドキュメンタリー視覚メディア作品) | レニー・クラヴィッツ (「Road to Freedom」)                    | 未決定     | [ 38 ]        |
| サテライト賞                                | 2024年3月3日   | ドラマ映画主演男優賞                                | コールマン・ドミンゴ                                          | 未決定     | [ 39 ]        |
| サテライト賞                                | 2024年3月3日   | 主題歌賞                                            | レニー・クラヴィッツ (「Road to Freedom」)                    | 未決定     | [ 39 ]        |